# Погребищенський районний краєзнавчий музей імені Н. А. Присяжнюк
Погреби́щенський райо́нний краєзна́вчий музе́й і́мені Н. А. Присяжню́к — краєзнавчий музей у місті Погребищі Вінницької області; культурно-просвітницький осередок району; носить ім'я видатної уродженки міста виконавиці українського фольклору, фольклористки, краєзнавиці і педагогині Н. А. Присяжнюк, і багато в чому присвячений її життю та творчості.
Заклад підпорядкований місту, є комунальним закладом культури.
Міститься у відокремленому приміщенні місцевої школи й розташований за адресою:
вул. Богдана Хмельницького, буд. 102, м. Погребище (Вінницька область) - 22 200.
Директор музею — Людмила Вікторівна Княжук.

## З історії закладу
Початок формування колекції краєзнавчого музею в Погребищі можна віднести до початку 2-ї половини 2000-х років, а саме 2007-8 рр., коли при місцевій школі було створено кімнату, присвячену життєвому шляху Насті Андріанівни Присяжнюк.
Ідейною натхненницею створення музейного зібрання, як і власне оформлення його в окремий музейний заклад стала очільниця відділу культури місцевої райдержадміністрації Кравчук Галина Миколаївна.  
Як юрособу Погребищенський районний краєзнавчий музей імені Н. А. Присяжнюк було зареєстровано в липні 2011 року, а вже наступного (2012) року заклад запрацював повноцінно.
На Покрову (14 жовтня) 2014 року одними з перших в області Погребищенський районний краєзнавчий музей ім. Н. А. Присяжнюк почав формування експозиції, присвяченої воїнам АТО, уродженцям міста і району.

## Експозиція та діяльність
Погребищенський районний краєзнавчий музей імені Н. А. Присяжнюк налічує 4 зали, які містяться в 5-ти кімнатах:
1. іменна зала Н. А. Присяжнюк (праворуч від входу, решта залів — ліворуч) — розповідає про життя, виконавську майстерність і фольклористичні здобутки видатної землячки Н. А. Присяжнюк. Тут представлено її особисті речі, світлини, кореспонденцію, видання її фольклорних записів тощо;
2. найбільша зала є історичною і виставковою, тобто передбачає змінюваність тематичних експозицій, а також демонстрацію творів мистецтва і ремесел місцевих (і не тільки) майстрів. На постійній основі тут стенди, присвячені історії Погребища і околиць, їх історико-архітектурним пам'яткам, а також присвячені відомим землякам, як більш віддаленого минулого (XIX — початок XX століть), так і більш сучасним (2-а половина XX століття);
3. невелика етнографічна зала репрезентує предмети традиційного побуту і селянського господарства, а також народний одяг цього південно-західного закутку історичної Київщини, а також знайомить з сучасним послідовником традиційних ремесел — життям і роботами погребищенського гончара Романа Чмерука (1957—2014);
4. зала погребищенців-героїв АТО складається з 2-х кімнат і розповідає про участь представників міста і району у Російсько-українській війні, що триває (від 2014 року).

Музей здійснює активну культурно-просвітницьку роботу, як для місцевих жителів, зокрема учнівської молоді, так і для гостей міста; є місцем проведення культурних заходів, урочистих подій, тематичних зустрічей і вшанувань до загальнодержавних і місцевих дат, зокрема роковин Радянсько-Афганської війни (1979-89), Революції гідності тощо.